# Lele Forood
Lele Forood (10 settembre 1956) è un'ex tennista statunitense.

## Carriera
Nei tornei del Grande Slam ha ottenuto il suo miglior risultato raggiungendo le semifinali di doppio agli US Open nel 1977, in coppia con l'argentina Raquel Giscafré.